# Drieklauwen
Drieklauwen (Trionyx) zijn een geslacht van schildpadden uit de familie weekschildpadden (Trionychidae). Fossielen zijn bekend vanaf het Krijt.

## Naam en indeling
De wetenschappelijke naam van de groep werd voor het eerst voorgesteld door Étienne Geoffroy Saint-Hilaire in 1809.
Vrijwel alle bekendere soorten weekschildpadden, met name de eerst ontdekte soorten, werden ooit in het geslacht Trionyx geplaatst, maar zijn later bij andere geslachten ingedeeld. Voorbeelden zijn de doornrandweekschildpad en de woeste drieklauw die nu tot Apalone worden gerekend, en de Chinese drieklauw wordt nu in het geslacht Pelodiscus geplaatst. 
Alleen de Afrikaanse drieklauw wordt tegenwoordig nog als een vertegenwoordiger van het geslacht Trionyx. Ook zijn er een tweetal uitgestorven soorten bekend; Trionyx pliocenicus (Fucini, 1912) uit het Plioceen in Italië en Trionyx vindobonensis (Peters, 1855) uit het Mioceen in Oostenrijk. Daarnaast zijn er nog een veertigtal fossielen bekend waarvan de taxonomische status niet zeker is. Deze komen onder andere uit de Verenigde Staten, Canada, Kazachstan, China, Duitsland en Mongolië.

## Leefwijze
Alle drieklauwen zijn of waren waterbewoners en waarschijnlijk omnivoren. De habitat bestaat uit grotere wateren zoals meren, estuaria en traag stromende rivieren. In het Vroeg-Tertiair konden de grotere leden van de familie wel een lengte bereiken van twee meter.